# Blvd.
Blvd. was van 1993 tot 2007 een lifestyle-magazine en glossy voor vrouwen. Het werd uitgegeven door Credits Media. Van 2002 tot 2007 was Margriet van der Linden hoofdredacteur, waar ze Barbara van Beukering opvolgde.